# 金煕栄
金 煕栄（キム・ヒヨン、朝鮮語: 김희영）は、朝鮮民主主義人民共和国の政治家。原油工業相、原油工業部長、朝鮮労働党中央委員会委員候補などを歴任した。

## 経歴
出生地や生年月日は不明。1998年1月に政務院原油工業部長に任命され、7月に実施された最高人民会議第10期代議員選挙で代議員に選出された。2007年に原油工業相に任命され、2009年3月8日に実施された最高人民会議第12期代議員で代議員に選出され、4月9日に開催された最高人民会議第12期第1回会議で原油工業相に再任された。2010年9月28日に開催された朝鮮労働党第3回党代表者会で朝鮮労働党中央委員会委員候補に選出された。2011年7月5日に訪朝したロシアのガスプロム代表団と会談し、両国間でガス・原油部門での協力について討議し、9月14日にはロシアを訪問し、天然ガスパイプラインの接続交渉を行った。同年12月17日に金正日総書記が死去した際には、国家葬儀委員会委員に選ばれた。2013年4月1日に開催された最高人民会議第12期第7回会議で原油工業相を解任された。

## 参考サイト
- 북한정보포털

| 先代 | 原油工業相2007年 - 2017年 | 次代裵学 |